# Makanakoppalu, Shrirangapattana
Makanakoppalu là một làng thuộc tehsil Shrirangapattana, huyện Mandya, bang Karnataka, Ấn Độ.